# Bahía de la Commonwealth

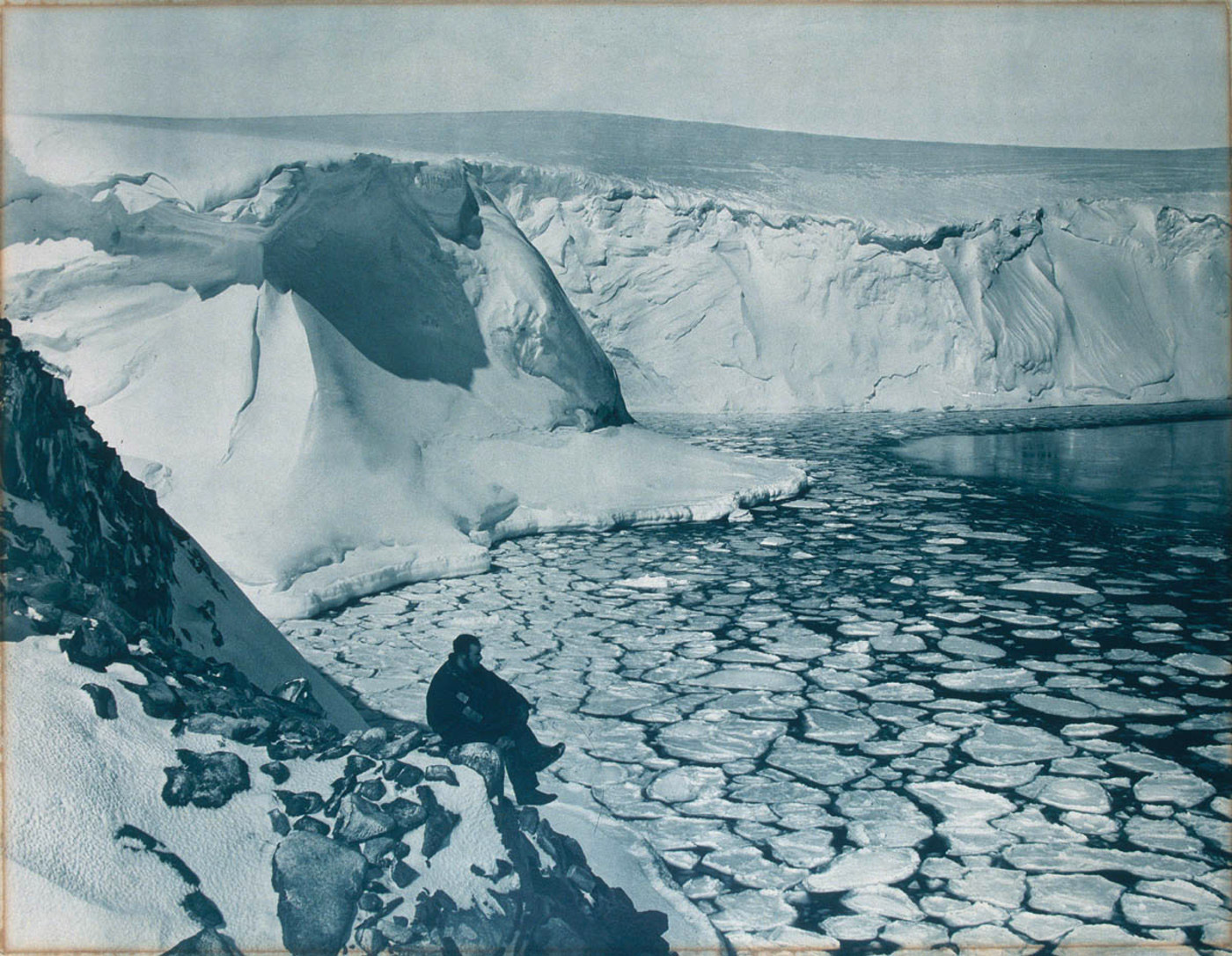
Bahía de la Mancomunidad en 1912.

La bahía de la Mancomunidad (en inglés: Commonwealth Bay) es una bahía de 48 km de largo a la entrada anchura entre punta Alden y el cabo Gray en la Antártida.
Fue descubierta 1912 por la expedición Aurora de Douglas Mawson que creó su base principal en el cabo Denison, situado en esta bahía. Fue nombrado por la expedición de la Mancomunidad de Australia (Commonwealth of Australia).
Aparece en la lista del Libro Guinness de Récords Mundiales y en la octava edición del Atlas de la National Geographic Society como el lugar más ventoso del planeta con vientos que superan regularmente los 240 km/h.
- Datos: Q143610